# Benjamin Dieudé-Fauvel
Benjamin Dieudé-Fauvel (né le 26 août 1986 à Bordeaux en France) est un joueur professionnel français de hockey sur glace qui évolue en position de défenseur.

## Biographie

### Carrière en club
Un natif de Bordeaux, Benjamin Dieudé-Fauvel est formé au hockey sur glace au club local. En 2003, il rejoint le Hockey Club Amiens Somme où il joue avec l'effectif des moins de 22 ans tout en disputant quelques parties avec les moins de 18 ans,. Deuxièmes de la Poule Nord puis quatrièmes de la Poule finale, les espoirs amiénois terminent finalement troisièmes de la saison lors de la finale nationale. La saison suivante, Dieudé-Fauvel poursuit avec les moins de 22 ans et fait ses débuts en sénior avec l'équipe première, les Gothiques d'Amiens en Ligue Magnus, l'élite nationale, ainsi qu'avec la réserve en Division 2, le troisième échelon.
Durant l'été 2005, il se rapproche des Scorpions de Mulhouse, récent champions de France, mais, suivant le dépôt de bilan de ces derniers, il rejoint les Chamois de Chamonix, promus à leur place. Il termine l'exercice en tant que joueur le plus pénalisé de son équipe avec 91 minutes écopées en 25 parties. Avant-derniers à l'issue de la saison régulière, les Chamois prennent part au barrage de maintien qu'ils remportent 3 victoires à 2 face aux Rapaces de Gap. Ils assurent définitivement leur place en Ligue Magnus en venant à bout des Corsaires de Dunkerque lors du barrage de promotion-relégation.
La saison suivante, il retrouve les Gothiques. Malgré une pénalité de six points pour non-respect de leurs engagements financiers l'année précédente, Amiens termine sixième du classement. Lors du premier tour des séries éliminatoires, les Picards éliminent les Drakkars de Caen avant de s'incliner en quarts de finale face aux Diables rouges de Briançon. En 2007-2008, Dieudé-Fauvel finit avec le plus grand nombre de minutes de pénalité de son équipe avec 70 reçues en 26 rencontres. De nouveau sixième, les Amiénois se font surprendre par l'Avalanche Mont-Blanc lors du premier tour des séries éliminatoires. La saison suivante, le défenseur bordelais rejoint les Pingouins de Morzine-Avoriaz au sein d'une équipe composée uniquement de joueurs français. Huitième de la saison régulière, les Haut-Savoyards sortent les Ours de Villard-de-Lans avant d'être éliminés par Briançon.
Souhaitant poursuivre sa carrière à l'étranger, Dieudé-Fauvel participe durant l'été 2009 à un camp de démonstration au Canada. Ses performances attirent l'attention des Bucks de Laredo de la Ligue centrale de hockey (LCH). En attendant de signer avec la franchise texane, il commence la saison avec Chamonix. Le 17 septembre 2009, il est officiellement recruté par les Bucks. Il dispute chacune des 64 parties de la saison régulière, inscrivant 24 points et recevant 101 minutes de pénalité. Troisième de l'Association Sud, Laredo est sorti par les Americans d'Allen en deuxième ronde des séries. Au cours de l'été qui suit, Dieudé-Fauvel prolonge sa collaboration avec les Bucks. En attendant le début de la saison aux États-Unis, il dispute quelques parties avec son club formateur, les Boxers de Bordeaux de la Division 1. Avec les Bucks, il marque 23 points en 56 rencontres jouées. Dernier de l'Association Berry, Laredo manque les séries. Dieudé-Fauvel retourne alors à Bordeaux et renforce l'effectif à partir des demi-finales face aux Bisons de Neuilly-sur-Marne. Vainqueurs de la première rencontre à domicile, les Boxers sont finalement éliminés après deux revers en région parisienne.
Avant le début de la saison 2011-2012, il change de ligue et rejoint les Jackals d'Elmira de l'ECHL. À l'issue de la saison régulière, il est désigné comme le joueur de l'équipe s'étant le plus amélioré. Vainqueurs de l'Association de l'Est, les Jackals sont sorties en demi-finales d'Association par les Everblades de la Floride, futurs champions de la Coupe Kelly,. La saison suivante, il voit son temps de jeu se réduire en raison du lock-out de la Ligue nationale de hockey. Deuxième de sa division, Elmira retrouve les tenants du titre mais s'incline une nouvelle fois face aux Floridiens. Pour l'exercice 2013-2014, Dieudé-Fauvel retourne en LCH en signant avec les Mallards de Quad City où il y retrouve Terry Ruskowski, son entraîneur à Laredo.

### Carrière internationale
Benjamin Dieudé-Fauvel est sélectionné à plusieurs reprises en équipe de France. En 2003 et 2004, il est retenu dans l'équipe des moins de 18 ans pour le Groupe B du Championnat du monde de Division I de la catégorie. Les Français y terminent quatrième puis cinquième,. Les deux années suivantes, il fait partie de la sélection des moins de 20 ans pour le Championnat du monde junior, celle-ci se classant à chaque reprise quatrième du Groupe A de la Division I,.
En 2014, il est appelé en équipe de France pour disputer les championnats du monde.

## Statistiques de carrière

### En club
| Saison    | Équipe                       | Ligue        |    | Saison régulière | Saison régulière | Saison régulière | Saison régulière | Saison régulière |   | Séries éliminatoires | Séries éliminatoires | Séries éliminatoires | Séries éliminatoires | Séries éliminatoires |
| Saison    | Équipe                       | Ligue        | PJ | B                | A                | Pts              | Pun              | PJ               | B | A                    | Pts                  | Pun                  |                      |                      |
| 2004-2005 | Gothiques d'Amiens 2         | Division 2   | 10 | 8                | 2                | 10               | 12               | -                | - | -                    | -                    | -                    |                      |                      |
| 2004-2005 | Gothiques d'Amiens           | Ligue Magnus | 14 | 0                | 0                | 0                | 2                | -                | - | -                    | -                    | -                    |                      |                      |
| 2005-2006 | Chamois de Chamonix          | Ligue Magnus | 25 | 1                | 4                | 5                | 91               | 5                | 0 | 0                    | 0                    | 20                   |                      |                      |
| 2006-2007 | Gothiques d'Amiens           | Ligue Magnus | 26 | 6                | 5                | 11               | 30               | 5                | 0 | 0                    | 0                    | 12                   |                      |                      |
| 2007-2008 | Gothiques d'Amiens           | Ligue Magnus | 26 | 3                | 2                | 5                | 70               | 3                | 1 | 0                    | 1                    | 4                    |                      |                      |
| 2008-2009 | Pingouins de Morzine-Avoriaz | Ligue Magnus | 26 | 3                | 4                | 7                | 40               | 6                | 1 | 1                    | 2                    | 8                    |                      |                      |
| 2009-2010 | Chamois de Chamonix          | Ligue Magnus | 2  | 2                | 0                | 2                | 4                | -                | - | -                    | -                    | -                    |                      |                      |
| 2009-2010 | Bucks de Laredo              | LCH          | 64 | 9                | 15               | 21               | 101              | 7                | 0 | 1                    | 1                    | 8                    |                      |                      |
| 2010-2011 | Boxers de Bordeaux           | Division 1   | 2  | 0                | 1                | 1                | 16               | 3                | 0 | 0                    | 0                    | 2                    |                      |                      |
| 2010-2011 | Bucks de Laredo              | LCH          | 56 | 6                | 17               | 23               | 60               | -                | - | -                    | -                    | -                    |                      |                      |
| 2011-2012 | Jackals d'Elmira             | ECHL         | 62 | 3                | 11               | 14               | 57               | 8                | 0 | 0                    | 0                    | 0                    |                      |                      |
| 2012-2013 | Jackals d'Elmira             | ECHL         | 49 | 4                | 10               | 14               | 26               | 5                | 0 | 1                    | 1                    | 0                    |                      |                      |
| 2013-2014 | Mallards de Quad City        | LCH          | 65 | 11               | 29               | 40               | 55               | 13               | 1 | 1                    | 2                    | 12                   |                      |                      |
| 2014-2015 | Mallards de Quad City        | ECHL         | 31 | 4                | 5                | 9                | 40               | 2                | 1 | 0                    | 1                    | 6                    |                      |                      |
| 2014-2015 | Wild de l'Iowa               | LAH          | 20 | 0                | 1                | 1                | 10               | -                | - | -                    | -                    | -                    |                      |                      |
| 2015-2016 | IceMen d'Evansville          | ECHL         | 4  | 0                | 1                | 1                | 9                | -                | - | -                    | -                    | -                    |                      |                      |
| 2015-2016 | Rush de Rapid City           | ECHL         | 28 | 5                | 4                | 9                | 28               | -                | - | -                    | -                    | -                    |                      |                      |
| 2015-2016 | Wings de Kalamazoo           | ECHL         | 3  | 0                | 0                | 0                | 4                | -                | - | -                    | -                    | -                    |                      |                      |
| 2016-2017 | Jackals d'Elmira             | ECHL         | 51 | 2                | 6                | 8                | 55               | -                | - | -                    | -                    | -                    |                      |                      |
| 2016-2017 | Mavericks du Missouri        | ECHL         | 14 | 0                | 3                | 3                | 27               | -                | - | -                    | -                    | -                    |                      |                      |
| 2017-2018 | Nailers de Wheeling          | ECHL         | 3  | 0                | 0                | 0                | 4                | -                | - | -                    | -                    | -                    |                      |                      |
| 2017-2018 | Boxers de Bordeaux           | Ligue Magnus | 25 | 1                | 6                | 7                | 28               | 11               | 1 | 4                    | 5                    | 20                   |                      |                      |

### En équipe nationale
| Année | Compétition                              |   | PJ | B | A | Pts | Pun                             |  | Résultats |
| 2003  | Championnat du monde des moins de 18 ans | 5 | 0  | 0 | 0 | 0   | 4e du Groupe B de la Division I |  |           |
| 2004  | Championnat du monde des moins de 18 ans | 5 | 0  | 0 | 0 | 2   | 5e du Groupe B de la Division I |  |           |
| 2005  | Championnat du monde junior              | 5 | 1  | 0 | 1 | 2   | 4e du Groupe A de la Division I |  |           |
| 2006  | Championnat du monde junior              | 5 | 0  | 0 | 0 | 6   | 4e du Groupe A de la Division I |  |           |
| 2014  | Championnat du monde                     | 8 | 0  | 0 | 0 | 0   | 8e de l'élite                   |  |           |
| 2015  | Championnat du monde                     | 7 | 0  | 0 | 0 | 2   | 12e de l'élite                  |  |           |
| 2016  | Championnat du monde                     | 7 | 0  | 0 | 0 | 10  | 14e de l'élite                  |  |           |